# Globulostylis minor
Espèce
Synonymes
- Cuviera minor (Wernham) Verdc.[2]
- Globulostylis minor Wernham[2]

Globulostylis minor Wernham est une espèce de plantes tropicales de la famille des Rubiaceae et du genre Globulostylis, endémique du Cameroun et du Nigeria.

## Description
C'est un arbrisseau ou petit arbre qui peut atteindre 10 m de hauteur.

## Distribution
Assez rare, l'espèce est surtout présente au Cameroun dans la Région du Sud-Ouest, également au sud-est du Nigeria, où le spécimen-type a été collecté l'explorateur et botaniste britannique Percy Amaury Talbot en 1911 sur les monts Oban.